# Юджин Саймон
Юджин Саймон (англ. Eugene Simon; нар. 11 червня 1992) — британський актор.

## Життєпис
Народився в Лондоні, Велика Британія. Має старшого брата та молодшу сестру. Юджин єдиний член сім'ю, що має акторську професію.
Знаний за ролями у серіалах «Гра престолів» й «Обитель Анубіса».

## Фільмографія

### Фільми
| Рік  | Назва                      | Оригінальна назва           | Роль                      | Примітки  |
| ---- | -------------------------- | --------------------------- | ------------------------- | --------- |
| 2005 | «Казанова»                 | Casanova                    | Одинадцятирічний Казанова |           |
| 2005 | «Моя родина та інші звірі» | My Family and Other Animals | Джеррі Даррелл            | телефільм |
| 2006 | «Повернення»               | Alpha Male                  | Молодий Фелікс            |           |
| 2013 | «Перш, ніж я засну»        | Before I Sleep              | Молодий Юджин             |           |
| 2014 | «Еден»                     | Eden                        | Кеннефік                  |           |

### Серіали
| Рік         | Назва                          | Оригінальна назва           | Роль             | Примітки    |
| ----------- | ------------------------------ | --------------------------- | ---------------- | ----------- |
| 2003        | «Мій батько — прем'єр-міністр» | My Dad's the Prime Minister | Геррі            | 4 епізоди   |
| 2004        | «Вбивство в передмісті»        | Murder in Suburbia          | Джош Тейлор      | 1 епізод    |
| 2004        | «Ной і Саскія»                 | Noah and Saskia             | Едді             | 7 епізодів  |
| 2010        | «Бен-Гур»                      | Ben Hur                     | Молодий Бен-Гур  | міні-серіал |
| 2010 — 2013 | «Обитель Анубіса»              | House of Anubis             | Джером Кларк     |             |
| 2011 — 2016 | «Гра престолів»                | Game of Thrones             | Лансель Ланістер | 14 епізодів |
| 2012        | «Літо в Трансильванії»         | Summer in Transylvania      | Макс             | 1 епізод    |
| 2017        | «Геній»                        | Genius                      | Едвард Ейнштейн  | 2 епізоди   |